# Bromus marginatus
Bromus marginatus és una espècie herbàcia perenne de la família de les gramínies (Poaceae).

## Descripció
És una herba perenne de curta vida que forma grans arrels, poc profundes. Les arrels li proporcionen tolerància a la sequia, i persisteixen al sòl molt temps després que la planta hagi mort, raó per la qual és valuosa pel control de l'erosió. Les tiges generalment poden arribar a mesurar un metre d'alçada, però se sap que poden arribar als 1,5 m. Les fulles són pubescents i de fins a un centímetre d'ample. La inflorescència és una panícula d'espigues, cadascuna amb fins a 10 flors.

## Distribució i hàbitat
Bromus marginatus és nativa de l'oest d'Amèrica del Nord, i s'utilitza àmpliament pel pasturatge d'animals i revegetació de paisatges.
A la natura, a la seva àrea de distribució natural, aquesta herba creix a zones humides de muntanya, matollars i prats al clima subalpí. Pot tolerar sòls secs, fins i tot una mica d'ombra. S'estableix fàcilment i pot convertir-se en mala herba. Es pot plantar a vessants i terrenys irregulars mitjançant una sembra al mètode de tot vent.

## Varietats
Existeixen diverses varietats d'aquesta herba, incloent-hi Garnet, Bromar i Tacit.

## Taxonomia
Bromus marginatus va ser descrita per Nees ex Steud. i publicada a Synopsis Plantarum Glumacearum 1: 322. 1854.

### Etimologia
- Bromus: nom genèric que deriva del grec bromos = (civada), o de broma = (aliment).[5]
- marginatus: epítet llatí que significa "marginat".[6]

#### Sinonímia
- Bromus breviaristatus Buckley
- Bromus flodmanii Rydb.
- Bromus hookeri var. marginatus (Steud.) E.Fourn.
- Bromus latior (Shear) Rydb.
- Bromus marginatus var. breviaristatus (Buckley) Beetle
- Bromus marginatus var. latior Shear
- Bromus marginatus var. seminudus Shear
- Bromus parviflorus A.Gray
- Bromus pauciflorus Shear
- Bromus proximus Shear
- Bromus sitchensis var. marginatus (Nees ex Steud.) B.Boivin
- Ceratochloa marginata (Nees ex Steud.) W.A.Weber
- Forasaccus marginatus (Nees ex Steud.) Lunell